# Scacchia Ludus
Scacchia Ludus é o título de um longo poema medieval com 658 versos escrito em latim por Marcus Hieronymus Vida em 1513. Nas três edições publicadas, há variação no nome do bispo e da torre, provavelmente pelo autor desconhecer o significado dos nomes árabes. O nome dado a Dama também variou na última edição.